# Konzulat Republike Slovenije v Nangomi
Konzulat Republike Slovenije v Nangomi je diplomatsko-konzularno predstavništvo (konzulat) Republike Slovenije s sedežem v Nangomi (Zambija).